# Pic à glace
Cet article concerne l'objet. Pour l'album de Bijou, voir Pic à glace (album).

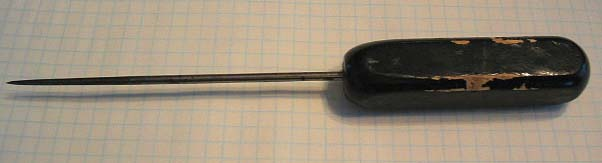
Un pic à glace standard.

Un pic à glace est un ustensile de cuisine permettant de briser les blocs de glace. Généralement doté d'une ou plusieurs pointes acérées, il permet la fragmentation du bloc par un choc mécanique.
Il peut accessoirement servir d'arme comme un poignard, puisque les mafieux italo-américains en ont fait l'une de leurs armes de prédilection. Ainsi Abe Reles, tueur à gages de la Yiddish Connection, plantait le pic derrière l'oreille de ses victimes, directement dans le cerveau, afin de provoquer une hémorragie cérébrale.
Contrairement à la version la plus commune des faits, Léon Trotski n'a pas été assassiné avec un pic à glace mais avec un piolet.